# Castelo de Lochnaw

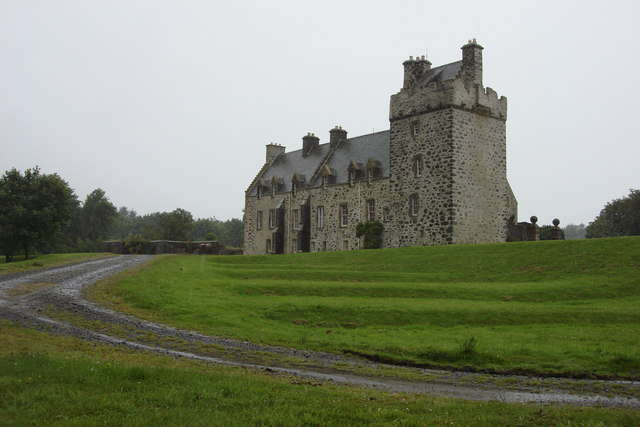

O Castelo de Lochnaw é uma torre medieval do século XVI perto do cidade de Stranraer, em Dumfries and Galloway. O castelo está localizado perto do lago Lochnaw e está atualmente habitado.